# 32
32（三十二、さんじゅうに、みそふた、みそじあまりふたつ）は、自然数また整数において、31の次で33の前の数である。

## 性質
- 32 は合成数であり、正の約数は 1, 2, 4, 8, 16, 32 である。
  - 約数の和は63。
    - 約数の和が奇数になる9番目の数である。1つ前は25、次は36。
- 1/32 = 0.03125
  - 1/2n は小数点以下 n 桁の有限小数になるので、1/32 は 1/25 なので、小数点以下5桁の有限小数になる。
  - 逆数が有限小数になる9番目の数である。1つ前は25、次は40。(オンライン整数列大辞典の数列 A003592)
- 32 = 25 × 30
  - 2i × 3j (i ≧ 0, j ≧ 0) で表せる12番目の数である。1つ前は27、次は36。(オンライン整数列大辞典の数列 A003586)
- 32 = 25
  - 5番目の2の累乗数である。1つ前は16、次は64。
  - 平方数でも立方数でもない最小の累乗数である。次は128 (27)。
  - 2番目の五乗数である。1つ前は1、次は243。
  - 素数 p = 5 のときの 2p の値とみたとき1つ前は8、次は128。(オンライン整数列大辞典の数列 A034785)
  - 32 = 2 × 24
    - n = 2 のときの 2n4 の値とみたとき1つ前は2、次は162。(オンライン整数列大辞典の数列 A244730)

  - 32 = 2 × 42
    - n = 2 のときの n × 4n の値とみたとき1つ前は4、次は192。(オンライン整数列大辞典の数列 A018215)
    - n = 4 のときの 2n2 の値とみたとき1つ前は18、次は50。(オンライン整数列大辞典の数列 A001105)

  - 32 = 22×2+1
    - n = 2 のときの 22n+1 の値とみたとき1つ前は8、次は128。(オンライン整数列大辞典の数列 A004171)
    - n = 2 のときの n2n+1 の値とみたとき1つ前は1、次は2187。(オンライン整数列大辞典の数列 A085526)

  - 32 = 24 + 42
    - n = 4 のときの 2n + n2 の値とみたとき1つ前は17、次は57。(オンライン整数列大辞典の数列 A001580)
    - n = 2 のときの 4n + n4 の値とみたとき1つ前は5、次は145。(オンライン整数列大辞典の数列 A001589)

  - 32 = 8 × 22
    - n = 2 のときの 8n2 の値とみたとき1つ前は8、次は72。(オンライン整数列大辞典の数列 A139098)
- 32 = 11 + 22 + 33 = (3 − 1) × (3 + 1)2 = 33 + 32 − 3 − 1
  - nn の総和とみたとき1つ前は5、次は288。
  - n = 1 のときの n1 + (n + 1)2 + (n + 2)3 の値とみたとき自然数の範囲では最小、次は75。
  - n = 3 のときの n3 + (n − 1)2 + (n − 2) の値とみたとき1つ前は9、次は75。(オンライン整数列大辞典の数列 A152619)
- 円周率を十進数で表したとき、最初に 0 が現れるのは小数第32位である。次は小数第50位。(オンライン整数列大辞典の数列 A037008)

3.1415926535 8979323846 2643383279 5028841971　6939937510…
- √1000 に最も近い整数である。√1000 = 31.62277…、312 = 961, 322 = 1024 (= 210)。
- 九九では4の段で 4 × 8 = 32(しはさんじゅうに)、8の段で 8 × 4 = 32(はちしさんじゅうに)と2通りの表し方がある。
- 322 = 1024
  - 平方数が4桁になる最初の数である。
- 32 = 1 + 2 + 3 + 5 + 8 + 13
  - フィボナッチ数列を構成する最初の6数の和である。1つ前は19、次は53。
- 異なる平方数の和で表せない31個の数の中で17番目の数である。1つ前は31、次は33。
- 32番目の三角数は528。
- 32番目の矩形数は1056。
- 各位の和が32になるハーシャッド数の最小は17888である。
- 約数の和が32になる数は2個ある。(21, 31) 約数の和2個で表せる4番目の数である。1つ前は31、次は54。
- 32 = 2! + 3! + 4!
  - 3連続階乗の和で表せる数である。1つ前は9、次は150。(オンライン整数列大辞典の数列 A054119)
- 各位の和が5になる4番目の数である。1つ前は23、次は41。
- 各位の積が6になる4番目の数である。1つ前は23、次は61。(オンライン整数列大辞典の数列 A199988)
- n = 32 のときの n! − 1 で表せる 32! − 1 は8番目の階乗素数である。1つ前は30、次は33。(オンライン整数列大辞典の数列 A002982)
- 完全数8128の約数である。1つ前は16、次は64。(オンライン整数列大辞典の数列 A133024)
  - 完全数の約数とみたとき12番目の数である。1つ前は31、次は62。(オンライン整数列大辞典の数列 A096360)
- 素数を降順に並べた数とみたとき2番目の数である。1つ前は2、次は532。(オンライン整数列大辞典の数列 A038394)

## その他 32 に関連すること
- 切頂二十面体の面の数は 32 である。炭素原子のみからなるフラーレンはこの構造を持つ。
- N殻に入る電子の最大数は32個である。
- 原子番号32番の元素はゲルマニウム (Ge)。
- 華氏温度で 32 °F は水の氷点である。
- 片手5本の指を、折ったり伸ばしたりした時に数えられる数（二進指数え法）。
- チェスの駒の数は32個。また黒と白のマス目はそれぞれ32個である。
- 皇室の十六弁八重表菊紋の花弁の数は正確には32枚である。
- 第32代の天皇は崇峻天皇である。
- 第32代の内閣総理大臣は広田弘毅である。
- 大相撲の第32代横綱は玉錦三右エ門である。
- 第32代のアメリカ合衆国大統領はフランクリン・ルーズベルトである。
- アメリカ合衆国の32番目の州はミネソタ州である。
- JIS X 0401、ISO 3166-2:JPの都道府県コードの「32」は島根県。
- 第32代周王は、威烈王。
- 第32代ローマ教皇はミルティアデス（在位：311年7月10日～314年1月10日）である。
- 易占の六十四卦で第32番目の卦は、雷風恒。
- クルアーンにおける第32番目のスーラはアッ・サジダである。
- 成人の歯の本数は親知らずも含めて32本である。
- コンピュータには32ビット機（プレイステーションなど）がある。
- バスケットボール (NBA) の歴史的選手、マジック・ジョンソンの背番号（ロサンゼルス・レイカーズで永久欠番）。
- 日産・スカイラインの8代目モデルの型式は、R32型である。
- NHK京都放送局、NHK和歌山放送局、ANN系列の東日本放送（宮城県）と鹿児島放送、JNN系列のチューリップテレビ（富山県）のガイドチャンネルは 32ch。
- 選抜高等学校野球大会の出場校は32校。
- 1年のうち32日目は2月1日で、この日から2月になる。
- オンライン整数列大辞典の数列 A000032は、リュカ数。
- 天孫降臨で瓊瓊杵尊に供奉した神は32柱（三十二神）。

## 符号位置
| 記号 | Unicode | JIS X 0213 | 文字参照          | 名称                     |
| ---- | ------- | ---------- | ----------------- | ------------------------ |
| ㉜   | U+325C  | 1-8-44     | &#x325C; &#12892; | CIRCLED DIGIT THIRTY TWO |